# Сноувілл (Вірджинія)
Сноувілл (англ. Snowville) — переписна місцевість (CDP) у США, в окрузі Пуласкі штату Вірджинія. Населення — 125 осіб (2020).

## Географія
Сноувілл розташований за координатами 37°1′18″ пн. ш. 80°34′46″ зх. д. / 37.02167° пн. ш. 80.57944° зх. д. (37.021564, -80.579402).  За даними Бюро перепису населення США в 2010 році переписна місцевість мала площу 5,69 км², з яких 5,63 км² — суходіл та 0,06 км² — водойми.

## Демографія
Згідно з переписом 2010 року, у переписній місцевості мешкало 149 осіб у 60 домогосподарствах у складі 43 родин. Густота населення становила 26 осіб/км².  Було 65 помешкань (11/км²).
Расовий склад населення:
| - 98,7 % — білих - 0,7 % — корінних американців - 0,7 % — азіатів |

До двох чи більше рас належало 0,0 %. Частка іспаномовних становила 3,4 % від усіх жителів.
За віковим діапазоном населення розподілялося таким чином: 23,5 % — особи молодші 18 років, 65,1 % — особи у віці 18—64 років, 11,4 % — особи у віці 65 років та старші. Медіана віку мешканця становила 39,8 року. На 100 осіб жіночої статі у переписній місцевості припадало 125,8 чоловіків;  на 100 жінок у віці від 18 років та старших — 111,1 чоловіків також старших 18 років.
Середній дохід на одне домашнє господарство  становив 98 666 доларів США (медіана — 83 403), а середній дохід на одну сім'ю — 108 252 долари (медіана — 83 819). За межею бідності перебувало 3,2 % осіб, у тому числі 0,0 % дітей у віці до 18 років та 23,1 % осіб у віці 65 років та старших.
Цивільне працевлаштоване населення становило 97 осіб. Основні галузі зайнятості: роздрібна торгівля — 30,9 %, виробництво — 25,8 %, науковці, спеціалісти, менеджери — 18,6 %, фінанси, страхування та нерухомість — 12,4 %.